# デイヴィッド・ヒーリー
デイヴィッド・ヒーリー（David Healy）は、イギリスのバンガー大学の精神医学教授で、精神科医、精神薬理学者、科学者、著作家である。主な研究領域は、抗うつ薬の自殺への寄与、製薬会社と学術的な医学との間の利益相反、薬理学史である。150以上の査読論文、200以上の記事があり、また20冊の著作には以下が含まれる。『抗うつ薬の時代──うつ病治療薬の光と影』、『抗うつ薬の功罪──SSRI論争と訴訟』『双極性障害の時代──マニーからバイポーラーへ』、The Creation of Psychopharmacology、The Psychopharmacologists Volumes 1–3がある。
ヒーリーは、向精神薬を使った裁判での殺人や自殺の鑑定人でもあり、一部の医薬品に対して薬物規制庁の注意の目を向けさせた。また別の彼の主張は、製薬会社が病気を喧伝し、学術的な世論主導者（オピニオンリーダー）を選出することで、薬を販売しているということである。2012年の著書『ファルマゲドン』では、アメリカで製薬会社が医療を支配しており、しばしば患者を命の危険にさらす結果となっていると主張している。彼はData Based Medicine Limitedの創設者および最高経営責任者(CEO)であり、RxISK.orgを通じて薬物の影響をオンラインによって患者が直接報告することで、医薬品を安全なものにすることを目的としている。

## 経歴と研究
ヒーリーは、アイルランドのダブリン県ラヒーニーにて生誕した。彼は、神経科学の医学博士を修了し、ケンブリッジ大学医学部での臨床研究特別研究員の期間に、精神医学を学んだ。1990年に、北ウェールズの心理学的医学の上級講師（Senior Lecturer）となった。1996年に心理学的医学の準教授（Reader）になり、その後、教授となった。英国精神薬理学協会の書記官を務めたこともある。
現在では、バンガー大学の精神医学の教授である。その主な研究領域は、精神薬理学の発展の歴史、向精神薬の我々の文化への影響である。
彼は、北ウェールズのバンガーにある、電気けいれん療法（ECT）と精神科の薬を含めた治療を行う精神科入院病棟を率いている。ヒーリーは何冊かの書籍の執筆しており、精神薬理学における歴史と展開に関する専門家である。彼は、エドワード・ショーターと共著で『電気ショックの時代』を執筆した。
彼はData Based Medicine Limitedの創設者および最高経営責任者(CEO)であり、RxISK.orgを通じて薬物の影響をオンラインによって患者が直接報告することで、医薬品を安全なものにすることを目的としている。

## 研究領域

### SSRI抗うつ薬と自殺
国際的なレビュー論文にて、ヒーリーらが述べるには、抗うつ薬がうつ病患者の自殺を促すかもしれないという考えは、最初に1958年に提起された。そして30年間にわたり、重篤なうつ病、また入院患者に抗うつ薬が主に使用された。 選択的セロトニン再取り込み阻害薬 (SSRI) における自殺の問題は、プロザックが患者を自殺に導く可能性があるという1990年の報告によって公共的な懸念となった。 それから後に警告欄が追加された。日本ではSSRI系抗うつ薬の医薬品添付文書に、例えばイフェクサーでは「抗うつ剤の投与により、24歳以下の患者で、自殺念慮、自殺企図のリスクが増加するとの報告がある」と記載されている。
彼は多くの論文と講演によって、SSRI系の抗うつ薬（プロザック、パキシル、ゾロフト）には自殺と暴力を誘発する可能性があるということを警告枠に掲示すべきという、その見解を表明してきた。

### 利益相反
ヒーリーによれば、製薬産業は、学術的な医学に広く影響をもたらしてきた。Journal of the American Medical Associationに掲載された論文の著者の90%が、製薬会社から出資を受けたり、その顧問であった。医学雑誌の編集者は利益相反を報告するための厳格な規則を設けてきており、薬物療法研究、特に精神医学において、医療ゴーストライターと利益相反に懸念を表明してきた。
医学のゴーストライティングは、科学の経歴を持つ匿名の筆者が、著名な専門家によって書かれているかのよう作った論文に、対価を渡した場合に起こる。ヒーリーの推定では、薬に関する論文の過半数が、ゴーストライティングあるいは正常でない方法で書かれている。
これは英下院・保健医療特別調査委員会による調査の前に、ヒーリーが推定した値である。そしてその根拠は、
ゾロフトに関して発見され質の高い雑誌に掲載された、ヒーリーとCattellによる 57% という数値である。
ヒーリー自身、イフェクサーに関連したゴーストライティングに遭遇しており、彼が草案に追加した文案は反映されることなく、雑誌に掲載されていた。
『抗うつ薬の功罪─SSRI論争と訴訟』では、生のデータにアクセスできる必要性が主張されており、出版物にて公表された最終結果と、生のデータが対応しているかを確認するために、そのことが必要とされる。

### 薬理学の歴史
2012年の著作、『ファルマゲドン』では、睡眠薬のサリドマイドによって起こされた先天性異常の悲劇が、繰り返されないようにと設けられた規制は、失敗しており、薬物による死亡が激増したと主張する。規制によって、処方箋の医薬品となり、市場に出る前に適切な対照を置いた臨床試験を必須としたが、臨床試験の不正、生データの非公開、歪曲的な論文への記述、死亡リスクにもかかわらず使用される世界的に販売促進されるブロックバスター薬がそれをすり抜けている。

## 著作
- The Psychopharmacologists Vol I (1996) ISBN 1-86036-008-4
- 『抗うつ薬の時代─うつ病治療薬の光と影』星和書店、2004年。The Antidepressant Era Harvard University Press (1999) ISBN 978-0674039582
- The Psychopharmacologists II (1999) ISBN 1-86036-010-6
- The Psychopharmacologists III(Paperback 2000) ISBN 978-0340761106
- The Creation of Psychopharmacology (Paperback 2004)  ISBN 978-0674015999
- 『抗うつ薬の功罪─SSRI論争と訴訟』みすず書房、2005年。Let Them Eat Prozac: The Unhealthy Relationship Between the Pharmaceutical Industry and Depression New York University Press (2004) ISBN 978-0814736975
- 『〈電気ショック〉の時代』みすず書房、2018年。Shock Therapy: The History of Electroconvulsive Treatment in Mental Illness, with Edward Shorter. Rutgers University Press (2007) ISBN 0-8135-4169-7
- 『双極性障害の時代─マニーからバイポーラーへ』みすず書房、2012年。Mania: A Short History of Bipolar Disorder Johns Hopkins University Press (Paperback 2010) ISBN 978-1421403977
- 『ヒーリー精神科治療薬ガイド』みすず書房、2009年。Psychiatric Drugs Explained Churchill Livingston (Paperback 5th ed. 2011) ISBN 978-0702041365
- 『ファルマゲドン―背信の医薬』みすず書房、2015年。Pharmageddon University of California Press(2012) ISBN 978-0520270985